# 精密爆撃
精密爆撃（せいみつばくげき, Precision bombing）は、戦場から離れた敵国領土や占領地を攻撃する戦略爆撃において、工場や港・油田などの施設を目標にした爆撃。これに対し、敵国民の士気を喪失させるために住宅地や商業地を目標にした爆撃は「都市爆撃」に分類される。

## 理論
戦闘・戦争において必要箇所を破壊する場合に、多数の爆弾を用いて付随被害を与えるよりも、少数の爆弾で必要十分なだけ破壊したほうが効率的である。また、破壊箇所を局限することにより、市民への付随被害を抑える効果もある。このため、照準器の性能向上や誘導兵器の発達により、航空攻撃においては、従来の絨毯爆撃から精密爆撃へと発展してきた。現在は人道上の理由などにより、先進国では精密爆撃が主流になっている。
精密爆撃を用いる目標は多様であるが、トーチカなどの重防御された小型目標や、ピンポイントの命中が求められる橋梁、破壊により多大な混乱を強いることができる通信拠点、重要人物が乗った車両などが挙げられる。

## 歴史
第一次世界大戦時の航空爆弾は無誘導爆弾であり、照準器の性能も低かったことから、小型目標を爆撃することは困難であった。第二次世界大戦時になると照準器の性能が向上したほか、急降下爆撃法が開発され、小型目標への攻撃が可能となった。ドイツ空軍のJu 87 スツーカは、トーチカや戦車を爆撃し、イギリス空軍のデ・ハビランド モスキートは、収容所の部分的爆撃などの特殊な精密爆撃を行っている。アメリカ陸軍航空軍は、軍需工場に対する戦略爆撃を工場のみを目標とする精密爆撃へ変更しようとしたが、十分な成果が得られず、絨毯爆撃に切り替えた。
第二次大戦後は誘導兵器の発達により、精密爆撃を用いる機会も増えている。ベトナム戦争では、アメリカ軍がレーザー誘導爆弾などを用いて、橋梁を始めとする戦略施設に対する精密爆撃を行っている。湾岸戦争においては、アメリカ空軍がバグダッド市内の重要拠点を爆撃した。目標を確実に無力化するとともに、市民への被害を抑えたことが、爆弾命中の映像などを通して広報された。湾岸戦争では、実際は通常爆撃も多かったが、コソボ紛争ではほとんどが誘導兵器による精密爆撃となった。